# I.DE.A Institute
I.DE.A Institute (Institute of Development in Automotive Engineering) – dawne przedsiębiorstwo zajmujące się designem i projektowaniem głównie na potrzeby branży motoryzacyjnej. Firma założona w 1978 roku w Turynie, posiadając oprócz Włoch oddziały we Francji, Rumunii, Brazylii oraz Chinach. 

## Ważniejsze projekty
- 1988 Fiat Tipo
- 1989 Lancia Dedra
- 1990 Fiat Tempra
- 1992 Alfa Romeo 155
- 1993 Lancia Delta
- 1993 Nissan Terrano/Ford Maverick
- 1994 Lancia Kappa
- 1995 Daihatsu Move
- 1996 Fiat Palio
- 1997 Daewoo Nubira
- 1998 Tata Indica
- 2000 Kia Rio
- 2002 Tata Indigo
- 2006 Changan BenBen
- 2008 Tata Nano